# 电光效应
电光效应是在外加电场作用下，物体的光学性质所发生的各种变化的统称。与光的频率相比，通常这一外加电场随时间的变化非常缓慢。这些不同的电光效应可分为两类：
- 光吸收的变化

- 电致吸收效应：通常意义下光吸收常数的变化

- 法兰兹－卡尔迪西效应：某些大块半导体在外加电场下的光吸收的变化

- 量子禁闭斯塔克效应：某些半导体量子阱在外加电场下的光吸收的变化

- 电色效应：外加电场产生的对特定波长的吸收带，从而引起物体颜色的变化

- 折射率和介电常数的变化

- 泡克耳斯效应（又称作线性电光效应）：外加电场引起的晶体折射率改变正比于电场强度。只有那些不具有反演对称性的晶体才能产生泡克耳斯效应。

- 克尔效应（又称二阶非线性电光效应）：外加电场引起的晶体折射率改变正比于电场强度的平方。任何晶体都能产生克尔效应，但这种效应的强度远低于泡克耳斯效应。